# Microsciurus alfari
Lo scoiattolo nano del Centroamerica (Microsciurus alfari J. A. Allen, 1895) è un piccolo scoiattolo arboricolo originario dell'America centrale e della Colombia.

## Tassonomia
Attualmente, gli studiosi riconoscono sei sottospecie di scoiattolo nano del Centroamerica:
- M. a. alfari J. A. Allen, 1895 (Costa Rica, Provincia di Alajuela);
- M. a. alticola Goodwin, 1943 (Costa Rica, Provincia di Limón);
- M. a. browni Bangs, 1902 (Panama occidentale e versante pacifico della Costa Rica);
- M. a. fusculus Thomas, 1910 (Colombia, Dipartimento di Chocó);
- M. a. septentrionalis Anthony, 1920 (Nicaragua meridionale);
- M. a. venustulus Goldman, 1912 (Panamá).

## Descrizione
Il corpo dello scoiattolo nano del Centroamerica misura 10,8-14,6 cm di lunghezza, la coda 8–13 cm; pesa 72-105 g. È una specie molto piccola, con orecchie corte e naso schiacciato. Il dorso è marrone o bruno-giallastro. Le orecchie, piccole e pelose, e la coda, corta e sottile (ricoperta, nelle aree montane, da una folta pelliccia), sono leggermente orlate di arancio.

## Distribuzione e habitat
M. alfari è diffuso dal sud del Nicaragua alla Colombia nord-occidentale. Vive nelle foreste pluviali tropicali, dal livello del mare a 2600 m di quota.

## Biologia
Lo scoiattolo nano del Centroamerica si nutre delle sostanze vegetali che riesce a trovare sul tronco degli alberi. Talvolta, è stato visto nutrirsi dei frutti del cosiddetto «mandorlo di montagna» (Dipteryx panamensis). Di abitudini diurne, è solitario ed è stato visto associarsi ad altri scoiattoli, come gli scoiattoli dalla coda rossa (Sciurus granatensis) e quelli variegati (Sciurus variegatoides). Tra i suoi principali nemici vi sono predatori alati come la poiana semipiombata (Leucopternis semiplumbea).

## Conservazione
Sebbene sia piuttosto suscettibile alla deforestazione, è ancora molto diffuso e la IUCN lo inserisce tra le specie a rischio minimo.